# Leunenstadion
Het Leunenstadion (ook kortweg 'De Leunen' genoemd) is een voetbalstadion in de Belgische stad Geel. Het is het thuisstadion van voetbalclub AS Verbroedering Geel.
Oorspronkelijk was het de thuisbasis van het ter ziele gegane KFC Verbroedering Geel. Het stadion telde tot het seizoen 2015-2016 10.524 plaatsen waarvan 8.900 staan- en 1.624 zitplaatsen. In het seizoen 2015/16 werden verbouwingswerken uitgevoerd om het stadion te laten voldoen aan de licentievoorwaarden om deel te nemen aan het profvoetbal. Na deze verbouwing telt het stadion 8.000 plaatsen, waarvan 5.000 zit- en 3.000 staanplaatsen. Het stadion is gelegen in de wijk Elsum, vlak bij de ringweg rond Geel.